# Корде, Андис
А́ндис Ко́рде (латыш. Andis Korde; 9 ноября 1930, Латвия — 17 января 2016, Сигулда) — советский и латвийский лыжник-слаломист, многократный чемпион Латвии. Был тренером Яны Звейниеце, Кристапа Звейниека и Дана Янсонса.
В 1970-е годы создал новую лыжную трассу на Гайзинькалнсе, которая позже получила название Кордес (по фамилии основателя).
Со своим братом Зиедонисом вёл большую работу по развитию зимних видов спорта в Латвии. В 2014 году от Сигулдского края получил награду «За многолетний вклад в спорт».
Умер 18 января 2016 года во время массовых лыжных соревнований на трассе Какишкалнс под Сигулдой. Похоронен на Сигулдском кладбище.